# Sieraków Wielkopolski
Sieraków Wielkopolski – nieczynna stacja kolejowa na trasie drugorzędnej niezelektryfikowanej linii kolejowej nr 368, w województwie wielkopolskim, w powiecie międzychodzkim, w mieście Sieraków.

## Ruch osobowy
Z uwagi na małe zainteresowanie usługami świadczonymi przez PKP Linie Lokalne od roku 1995 ruch pociągów osobowych na trasie Szamotuły – Międzychód został zawieszony. Regularny ruch powrócił na stację w Sierakowie latem 2014, kiedy uruchomiony został letni pociąg RYBAK z Poznania Głównego. Ze względu na stan torów pociąg na odcinku Międzychód - Sieraków prowadzony jest Kolejową Komunikacją Zastępczą.

## Zabytkowy zespół dworca kolejowego

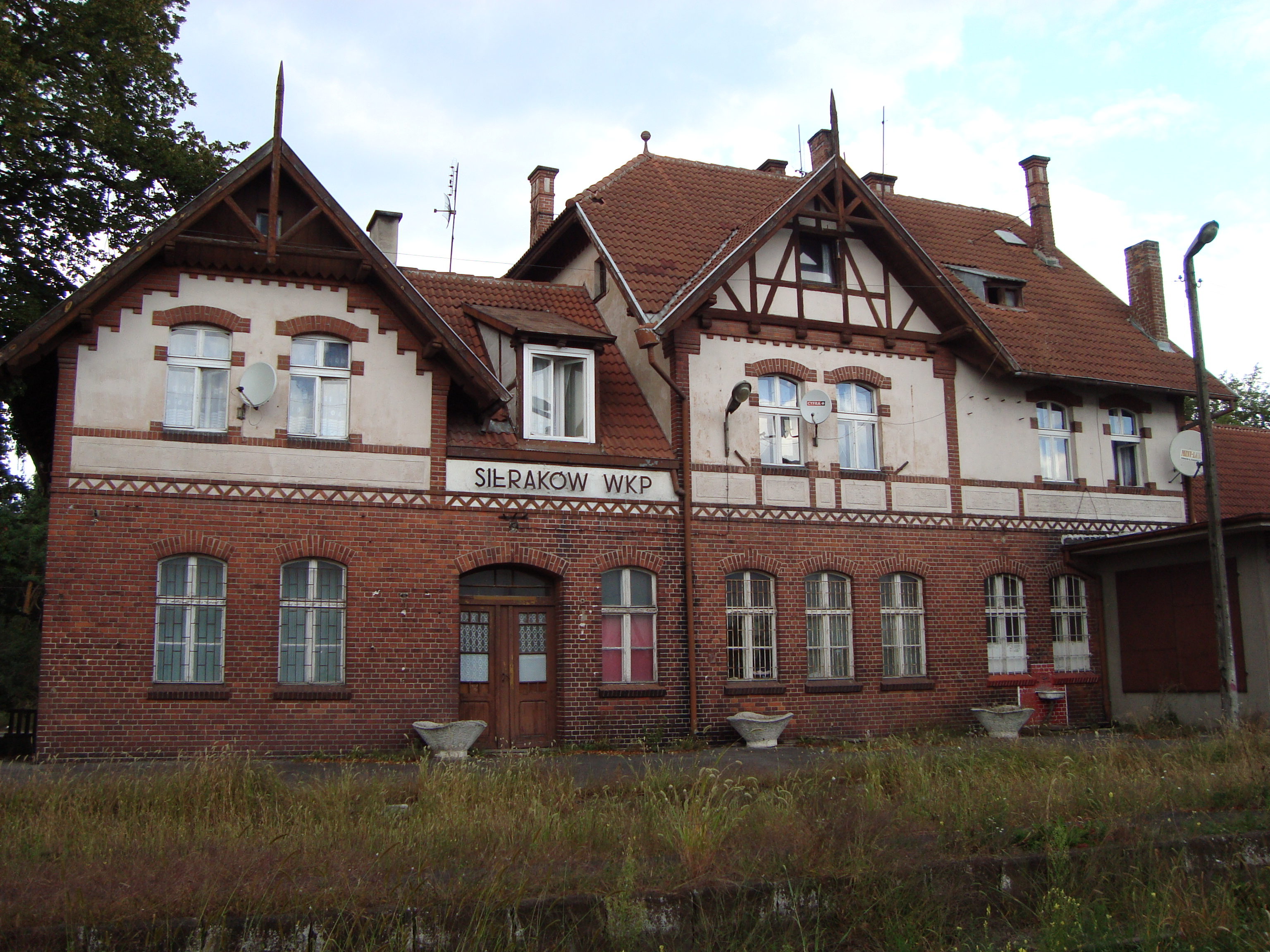
Budynek dworca kolejowego (1907)

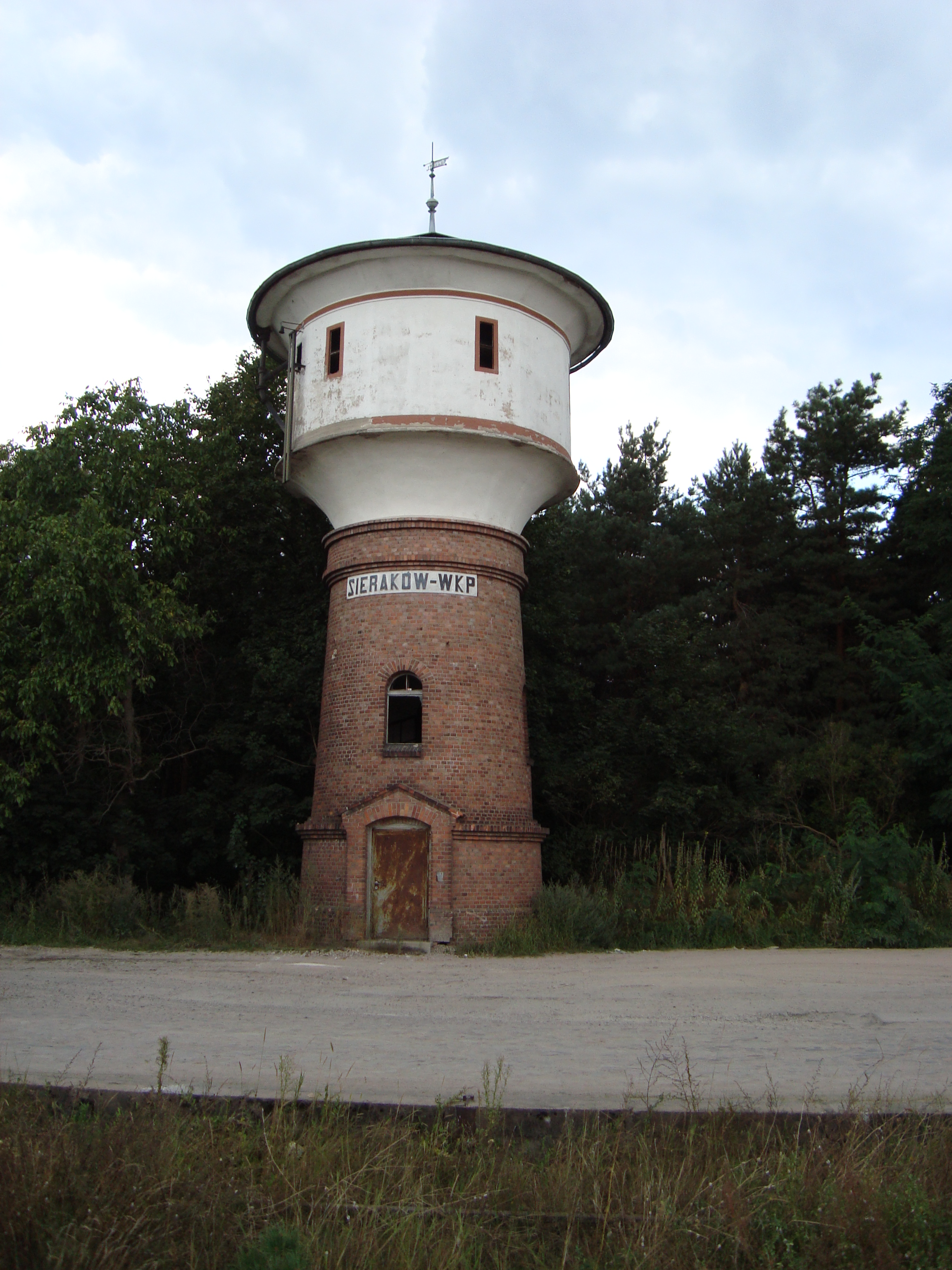
Wieża ciśnień

|                                     | opis źródło | adres (ul.) | datowanie   | nr ewidencyjny | obecna funkcja     | stan zachowania |
| ----------------------------------- | ----------- | ----------- | ----------- | -------------- | ------------------ | --------------- |
| Dworzec kolejowy                    | [ 3 ]       | Dworcowa 1  | ok. 1907 r. | 22-1518        | budynek mieszkalny | dobry           |
| Szalety przy dworcu kolejowym       | [ 4 ]       | Dworcowa 1  | ok. 1907 r. | 23-1518        | nieużytkowane      | zły             |
| Wieża ciśnień przy dworcu kolejowym | [ 5 ]       | Dworcowa    | ok. 1907 r. | 25-1518        | nieużytkowana      | zły             |
| Parowozownia                        | [ 6 ]       | Dworcowa    | ok. 1910 r. | 24-1518        | magazyn            | zaniedbany      |
| Dom pracowników kolei (I)           | [ 7 ]       | Dworcowa 2  | pocz. XX w. | 27-1518        | budynek mieszkalny | bardzo dobry    |
| Dom pracowników kolei (II)          | [ 8 ]       | Dworcowa 3  | pocz. XX w. | 28-1518        | budynek mieszkalny | bardzo dobry    |
| Dom pracowników kolei (III)         | [ 9 ]       | Dworcowa 4  | pocz. XX w. | 29-1518        | budynek mieszkalny | dobry           |

### Dworzec kolejowy
Stacja przyjmuje okazjonalnie pociągi ruchu towarowego z Międzychodu. Budynek dworca jest zamieszkały, ale pomieszczenia sterowania ruchem kolejowym (SRK) dobrze zabezpieczone.

### Wieża ciśnień
Na stacji kolejowej zlokalizowana został Wieża wodna.